# Hard Target
Hard Target (conocida en español como Operación Cacería o Blanco Humano) es una película estadounidense de acción de 1993. 
Protagonizada por Jean-Claude Van Damme y Lance Henriksen, fue la primera película dirigida en Estados Unidos por el director hongkonés John Woo.

## Argumento
La película parte mostrando a un indigente siendo cazado por el grupo de Emile Fouchon a través de las calles desiertas y lluviosas de Nueva Orleans, él es alcanzado en la espalda por una flecha de acero que fue disparada por el Sr. Lopaki quien había pagado medio millón de dólares por la oportunidad de cazar desamparados y veteranos de guerra acabados, o personas engañadas con ganar dinero fácil.
Al día siguiente, Natasha Binder se encuentra buscando a su padre en Nueva Orleans. Cuando entra a un restaurante a cambiar dinero, Chance Boudreaux, un pobre veterano de guerra, se da cuenta de que la joven lleva mucho dinero en su cartera, lo que también ven delincuentes locales que planean asaltarla luego.
Boudreax se enfrenta y derrota a los asaltantes. Boudreaux está a punto de obtener trabajo en un barco pero no lo consigue por no estar al corriente en el pago de sus cuotas y su deuda asciende a $217 dólares. Natasha busca a Boudreaux en el muelle donde él se encuentra y le ofrece un trabajo que consiste en ayudarla a encontrar a su padre, pagándole $200 dólares por dos días. Boudreaux acepta pero pide que la paga sea de $217 dólares exactos. Natasha descubre que su padre es un desamparado, cuyo cuerpo luego es encontrado quemado en un almacén abandonado.
Pik Van Cleef tiene dos secuaces que golpean a Boudreaux y le dicen a este que el y su amiga se vayan de la ciudad. Mientras tanto, un amigo de Boudreaux se reúne con los cazadores y accede a participar en el juego de cacería. Es asesinado y luego encontrado por Boudreaux.
Randal, que era quien los reclutaba, decide marcharse de la ciudad advirtiendo el peligro de ser descubierto por la policía, antes de huir es interceptado por Van Cleef quien se acerca a la ventana y le dispara en la cabeza. Nat y Chance Boudreaux aparecen en el lugar momentos después. Una persecución con disparos se inicia entre Van Cleef y Chance, el cual escapa en una motocicleta (escena de acción que fue nominada a un premio MTV). Chance y Natasha escapan. Chance luego lleva a Nat a la casa de su tío Douvee en el bosque donde se recupera.
Douvee le entrega su escopeta y caballo a Chance para que este se dirija a un almacén de carnaval abandonado mientras que a la casa de Douvee se aproximan los hombres de Fouchon, los cuales descubren que Chance huyó y lo persiguen en un helicóptero.
Al llegar Chance al almacén, hay un gran tiroteo entre él y los villanos. Chance mata a todos los hombres de Fouchon, incluso a Van Cleef. Chance tiene un duelo final con Fouchon, donde le dice "la cacería terminó". Le mete una granada de mano a Fouchon, luego le da un cabezazo y la granada explota, matándolo.

## Reparto
| Actor                 | Personaje              |
| --------------------- | ---------------------- |
| Jean Claude van Damme | Chance Boudreaux       |
| Lance Henriksen       | Emil Fouchon           |
| Arnold Vosloo         | Pik Van Cleef          |
| Yancy Butler          | Natasha Binder         |
| Kasi Lemmons          | Detective May Mitchell |
| Chuck Pfarrer         | Douglas Binder         |
| Willie C. Carpenter   | Elijah Roper           |
| Wilford Brimley       | Tío Clarence Douvee    |
| Sven-Ole Thorsen      | Stephan                |
| Jules Sylvester       | Peterson               |
| Tom Lupo              | Jerome                 |
| David Efron           | Billy Bob              |
| Joe Warfield          | Ismael Zenan           |
| Eliott Keener         | Randal Poe             |
| Douglas Forsythe Rye  | Frick                  |
| Mike Leinert          | Frack                  |
| Marco St. John        | Dr. Morton             |
| Lenore Banks          | Marie                  |
| Randy Cheramie        | Enlace sindical        |
| Jeanette Kontomitras  | Madam                  |
| Ted Raimi             | Hombre en la calle     |
| Robert Apisa          | Sr. Lopacki            |

## Producción
Al principio Mark L. Lester, el director de Commando, fue considerado originalmente para dirigir la cinta. Sin embargo se decidió al final que fuese John Woo, que ya había conseguido atraer la atención de Hollywood con la película inesperadamente exitosa de Hong Kong The Killer (1989).
Al principio se pensó en Armand Assante para que interpretase el papel de Chance Boudreaux. Sin embargo John Woo pensó en Kurt Russel al respecto, por lo que se hizo un esfuerzo para conseguirlo, pero el actor estaba entonces ocupado con otros proyectos y por ello al final Van Damme terminó protagonizando la película.
La película fue filmada en Nueva Orleans, Luisiana. El rodaje duró 74 días. Empezó el 1 de octubre de 1992 y terminó el 20 de enero de 1993. Durante el rodaje la película de acción experimentó muchas acrobacias y trucos. Por ello hubo accidentes aunque la mayoríade esas acroacias y trucos salieron bien. Originalmente, la película incluía una persecución en bote, pero Van Damme sugirió un cambio por una a caballo  que fue finalmente incluida en la película mientras que John Woo usó posteriormente la escena del bote en la película Contracara (1997).
Una vez terminada la película se decidió hacer el montaje de ella y se presentó en mayo de 1993. A Hollywood no le gustó mucho el estilo de John Woo en su película como su uso de transiciones o las imágenes congeladas y por eso hizo un cambio de montaje. Así al final se redujo la película de 128 minutos a 97 minutos de duración.

## Recepción
Al principio se había planeado estrenar Hard Target en julio de 1993. Sin embargo, al final, fue estrenada el 20 de agosto de 1993 en Estados Unidos. También fue la primera película de un director asiático que fue lanzada por un estudio de Hollywood. A la cinta le fue bien en la taquilla, siendo la segunda película más taquillera en la semana de su estreno. Hard Target también se convirtió en la 49 ª película más taquillera en los Estados Unidos en el año 1993. Recaudó más de 32 millones de dólares en Estados Unidos y más de 74 millones a nivel mundial. 
Hard Target recibió críticas mixtas al poco de su estreno, alabando las escenas de acción pero recalcando la pobreza de la historia y la falta de capacidades actorales de Van Damme. Varios críticos expresaron: "...no es muy inteligente y no es muy original, pero está bien hecha a nivel técnico. Los trucos son impresionantes... como película de acción, esta bien hecha.” , "John Woo es un buen cineasta... Van Damme es muy tieso que parece de madera... tiene mucho estilo, pero no mucha sustancia.", "Van Damme aún no puede romper la barrera del lenguaje y sus duras expresiones faciales, aunque el Sr. Woo lo capta de tal manera que con su estilo, lo engrandece más allá de lo imaginable.", “...la reputación del director y de Van Damme lograrán si no una espectacular venta en taquilla, al menos sólida". En 1997, Woo declaró: "... en cierto modo, fue una película bastante problemática de hacer, pero estoy contento con la manera en que resultaron las escenas de acción".